# Port lotniczy Buffalo Niagara
Port lotniczy Buffalo Niagara (IATA: BUF, ICAO: KBUF) – port lotniczy położony w Cheektowaga, niedaleko Buffalo, w stanie Nowy Jork, w Stanach Zjednoczonych.

## Linie lotnicze i połączenia
- AirTran Airways (Atlanta, Ft. Myers [sezonowo], Orlando)
- American Eagle Airlines (Chicago O'Hare)
- Continental Connection obsługiwane przez Colgan Air (Newark)
- Continental Connection obsługiwane przez CommutAir (Cleveland)
- Continental Express obsługiwane przez Chautauqua Airlines (Cleveland)
- Continental Express obsługiwane przez ExpressJet Airlines (Newark)
- Delta Air Lines (Atlanta, Detroit, Minneapolis/St. Paul [sezonowo])
- Delta Connection obsługiwane przez Chautauqua Airlines (Nowy Jork-JFK)
- Delta Connection obsługiwane przez Comair (Detroit, Nowy Jork-JFK)
- Delta Connection obsługiwane przez Mesaba Airlines (Detroit, Minneapolis/St. Paul [sezonowo])
- Delta Connection obsługiwane przez Pinnacle Airlines (Atlanta, Detroit, Minneapolis/St. Paul [sezonowo])
- JetBlue Airways (Boston, Ft. Myers [sezonowo], Fort Lauderdale, Nowy Jork-JFK, Orlando)
- Southwest Airlines (Baltimore, Chicago-Midway, Fort Lauderdale, Las Vegas, Orlando, Phoenix, Tampa)
- United Airlines (Chicago O'Hare)
- United Express obsługiwane przez Atlantic Southeast Airlines (Chicago-O'Hare, Waszyngton-Dulles)
- United Express obsługiwane przez ExpressJet Airlines (Chicago-O'Hare, Waszyngton-Dulles)
- United Express obsługiwane przez Mesa Airlines (Chicago-O'Hare, Waszyngton-Dulles)
- United Express obsługiwane przez Shuttle America (Chicago-O'Hare, Waszyngton-Dulles)
- US Airways (Charlotte, Filadelfia)
- US Airways Express obsługiwane przez Air Wisconsin (Boston, Nowy Jork-LaGuardia, Filadelfia, Waszyngton-Reagan)
- US Airways Express obsługiwane przez Chautauqua Airlines (Boston)
- US Airways Express obsługiwane przez Colgan Air (Albany (NY), Rochester (NY)) [do 1 października]
- US Airways Express obsługiwane przez Mesa Airlines (Charlotte)
- US Airways Express obsługiwane przez Piedmont Airlines (Nowy Jork-LaGuardia, Boston, Filadelfia)
- US Airways Express obsługiwane przez Republic Airlines (Filadelfia, Waszyngton-Reagan)

### Cargo
- Ameriflight International
- Air Now
- DHL
- FedEx Express
- Southwest Cargo
- UPS Airlines
- Worldwide Flight Services